# Light Up The Night
Light Up The Night — en español: Iluminar la Noche — es una canción de la banda Black Eyed Peas, ubicada en su sexto álbum de estudio: The Beginning. Fue lanzada como sencillo promocional el 22 de noviembre de 2010, en un video–lyrics. Hasta la fecha ha sido criticada positivamente y ha encajado en algunos charts.

## Datos
Light Up The Night es una canción fuerte y con una fuerte electrónica, típica del grupo. Habla principalmente de hacer explotar todo e iluminar la noche.  Fue muy aplaudida por los fanes y se llegó a pensar que podría ser un sencillo oficial del disco. 
Además de ser una de las preferidas, formó parte del set–list oficial de The Beginning Massive Stadium Tour, el tour del disco.

## Crítica
Los críticos recibieron muy bien a la canción. Chad Grischow del IGN, dijo que la canción tiene "un montón de ruido y el ritmo es agitado. Hace que a las personas les den ganas de bailar. Muy bien hecho". Mientras que Gavin Martin, del Daily Mirror, señaló que: "La determinación de la banda de mezclar pasado, presente y futuro es divertido, especialmente en la canción Light Up the Night"
The Independent, dijo: Es una canción llena de emoción y ritmos bailables. Si hay un ejemplo de buena electrónica, es "Light Up The Bight" 
El sitio World Music dijo: Uno de los platos fuertes del álbum, es la canción Light Up The Night, donde el grupo refleja su ambición por hacer bailar a sus fans.

## Lista de canciones
- Descarga Digital — 4:21
- Album Version — 4:21
- Video Lyric — 3:20
- Radio Edit — 3:35

## Charts
| Chart (2010)                       | Peak position |
| ---------------------------------- | ------------- |
| Canadá (Canadian Hot 100)          | 99            |
| Chile (Top Singles)                | 89            |
| Estados Unidos (Billboard Hot 100) | 97            |
| Francia (French Singles Chart)     | 77            |